# Armstrong Siddeley Deerhound
Armstrong Siddeley Deerhound — британский авиационный трёхрядный 21-цилиндровый звездообразный двигатель, разрабатывавшийся в период между 1935 и 1941 годами. Имелись также проекты моторов аналогичного типа с увеличенным рабочим объёмом (Boarhound, ещё больший Wolfhound и некоторые другие). Работы по этим проектам были прерваны после происшедшего в апреле 1941 года немецкого авианалёта и окончательно закрыты 3 октября 1941 решением Министерства ВВС.

## История
Для лётных испытаний, начавшихся в 1938 году, использовался бомбардировщик Armstrong Whitworth Whitley II, с бортовым номером K7243; в ходе их проведения наблюдались проблемы с охлаждением заднего ряда цилиндров. Эти проблемы пытались решить установкой принудительного охлаждения с обратным направлением потока внешнего воздуха, для чего в задней части капота монтировался воздухозаборник, выпускался воздух через отверстие, располагавшееся за винтом.
В марте 1940 самолёт с установленными двигателями Deerhound разбился во время взлёта , экипаж погиб. Причиной катастрофы, однако, оказался не двигатель, а неправильно выставленный угол триммера,, возможно, вследствие неопытности пилота.  Работы над ранними модификациями двигателей были прекращены 23 апреля 1941 года приказом Министерства ВВС, но изыскания по Mk III разрешено было продолжать до 3 октября того же года, после чего результаты были переданы компании Rolls-Royce.
В результате, ещё один сходный проект компании, Boarhound, так и остался на бумаге, та же судьба ожидала 61-литровый Wolfhound.

## Двигатели Armstrong Siddeley блочного типа
Компания Armstrong Siddeley продолжала работы над проектами двигателей сходной конструкции, но, в силу различных причин, они были прекращены; фактически, строились лишь Hyena и Deerhound.
Hyena (1933)15-цилиндровый (5 блоков по 3 цилиндра)
Terrier (1935)14-цилиндровый (7 блоков по 2 цилиндра), объём 24,45 л.
Whippet (1935)14-цилиндровый (7 блоков по 2 цилиндра), объём 11,67 л.
Deerhound (1936)21-цилиндровый (7 блоков по 3 цилиндра)
Wolfhound (1936)28-цилиндровый (7 блоков по 4 цилиндра), объём 50,9 л.
Boarhound24-цилиндровый (6 блоков по 4 цилиндра, аналогичная компоновка у более позднего Junkers Jumo 222)
Mastiff (1932)36-цилиндровый (9 блоков по 4 цилиндра)

## Модификации
Deerhound I1115 л.с., построено 4.
Deerhound II1500 л.с., за счёт увеличения диаметра цилиндра до 140 мм, рабочий объём доведен до 41,06 литра: построено 6.
Deerhound III1800 л.с., глубокая переработка проекта (конструктор Стюарт Тресилиан): построен 1, списан в конце 1970-х годов.

## Применение
Единственным самолётом, на котором устанавливался двигатель, был модифицированный для его испытаний бомбардировщик Armstrong Whitworth Whitley.